# Logarytm dyskretny
Logarytm dyskretny elementu {\displaystyle b} przy podstawie {\displaystyle a} w danej grupie skończonej – liczba całkowita {\displaystyle c,} dla której zachodzi równość (w notacji multiplikatywnej):
{\displaystyle a^{c}=b.}
Logarytm dyskretny nie zawsze istnieje, a jeśli istnieje, może nie być jednoznaczny. Np. w ciele skończonym {\displaystyle \mathbb {Z} _{11}} logarytmem przy podstawie 4 z elementu 9 jest liczba 3 (ale też 8). W tym ciele nie istnieje logarytm przy podstawie 4 z elementu 7.
Znalezienie logarytmu dyskretnego jest zaskakująco trudnym problemem. O ile potęgowanie wymaga {\displaystyle O\left(\log c\right)} operacji – liczymy {\displaystyle a,a^{2},a^{4},a^{8},\dots ,} po czym wymnażamy te z nich, dla których bity c są równe 1, to jedyną prostą metodą rozwiązywania problemu logarytmu dyskretnego jest przeszukanie wszystkich możliwych {\displaystyle c.} Istnieją efektywniejsze metody, jednak żadna z ogólnych metod nie ma złożoności wielomianowej wobec ilości bitów wejścia (istnieją takie dla pewnych specyficznych klas liczb pierwszych, których należy więc w kryptografii unikać). Najszybszy algorytm (sito ciała liczbowego) obliczania logarytmu dyskretnego w GF(p) ma złożoność czasową:
{\displaystyle e^{c\cdot \log _{2}^{\frac {1}{3}}(p)\cdot \log _{2}^{\frac {2}{3}}\left(\log _{2}(p)\right)},}
gdzie c jest pewną stałą. Jedną z metod obliczania logarytmu dyskretnego w GF(p) jest redukcja Pohliga-Hellmana.
Trudność znalezienia logarytmu dyskretnego jest podstawą istnienia wielu algorytmów kryptograficznych, takich jak ElGamal i protokół Diffiego-Hellmana czy kryptografia oparta na krzywych eliptycznych.